# Lamá (cầu thủ bóng đá Angola)
Luís Maimona João (sinh ngày 1 tháng 2 năm 1981 ở Luanda), biệt danh Lamá, là một thủ môn bóng đá người Angola, thi đấu cho Petro Luanda ở Girabola.

## Sự nghiệp quốc tế
Lamá là thành viên của đội tuyển quốc gia, và được triệu tập thi đấu tại Giải vô địch bóng đá thế giới 2006. Anh là một phần trong đội hình của Angola tham dự Giải vô địch bóng đá trẻ thế giới 2001. Anh là lựa chọn hàng đầu của Angola tại Cúp bóng đá châu Phi 2008 ở Ghana và thể hiện rất tốt, có nhiều pha cản phá thành công trong giải đấu.

## Thống kê đội tuyển quốc gia
| Đội tuyển quốc gia Angola | Đội tuyển quốc gia Angola | Đội tuyển quốc gia Angola |
| Năm                       | Số trận                   | Bàn thắng                 |
| ------------------------- | ------------------------- | ------------------------- |
| 2003                      | 1                         | 0                         |
| 2004                      | 4                         | 0                         |
| 2005                      | 3                         | 0                         |
| 2006                      | 5                         | 0                         |
| 2007                      | 4                         | 0                         |
| 2008                      | 14                        | 0                         |
| 2009                      | 9                         | 0                         |
| 2010                      | 5                         | 0                         |
| 2011                      | 3                         | 0                         |
| 2012                      | 5                         | 0                         |
| 2013                      | 3                         | 0                         |
| Tổng cộng                 | 56                        | 0                         |